# Marcos Soares
Marcos Pinto Rizzo Soares (Rio de Janeiro, 16 de fevereiro de 1961) é um velejador brasileiro, campeão olimpico de iatismo na classe 470 nas Olimpíadas de Moscou em 1980.